# Perk Summit
Perk Summit är en bergstopp i Antarktis. Den ligger i Östantarktis. Nya Zeeland gör anspråk på området. Toppen på Perk Summit är 1 224 meter över havet.
Terrängen runt Perk Summit är kuperad norrut, men söderut är den bergig. Trakten är obefolkad. Det finns inga samhällen i närheten. 